# Agapi sta 16
Agapi sta 16 (Αγάπη στα δεκάξι, Amor als 16) és una pel·lícula de Grècia del 2004 dirigida per Kostas Haralambous.

## Argument
Grècia, 1980. L'Antigoni, de quinze anys, s'ha traslladat recentment amb la seva família al poble on viuen l'Alexis i els seus amics. El noi, fascinat pel seu tarannà revolucionari, de seguida s'enamora d'ella.

## Repartiment
- Giorgos Gerontidakis-Sempetadelis: Alexis
- Markella Pappa: Antigoni
- Giorgos Lazarides: Giorgos
- Meletis Rapaj: Soulis
- Tasos Rapaj: Jimmy
- Elias Tsikos: Nikos
- Vangelis Nikolaou: Stamatis
- Spyros Panayiotopoulos: Andreas
- Betty Valassi: Àvia
- Vasilis Andreopoulos: Avi
- Dina Michaelidi: Antonia
- Antonis Loudaros: Giannis
- Stefanos Iatridis: Haralambos
- Petros Xekoukis: Tzimas
- Deniz Baltsavia: Mare de Tzimas
- Anet Papathanasiou: Mare d'Antigoni
- Vagelis Dimitriou: Preside
- Eftihia Fanarioti: Georgia
- Elias Stratakos: Alekos
- Mihail Giannikakis: Kaltsas
- Kyriaki Gaspari: Mestre de francès
- Apostolos Tsironis: Bardounias
- Efstathia Prassa: Athanasia

## Ubicació
La pel·lícula es va rodar a la ciutat de Levidi, al Peloponès, a Grècia.